# Carl Szabad

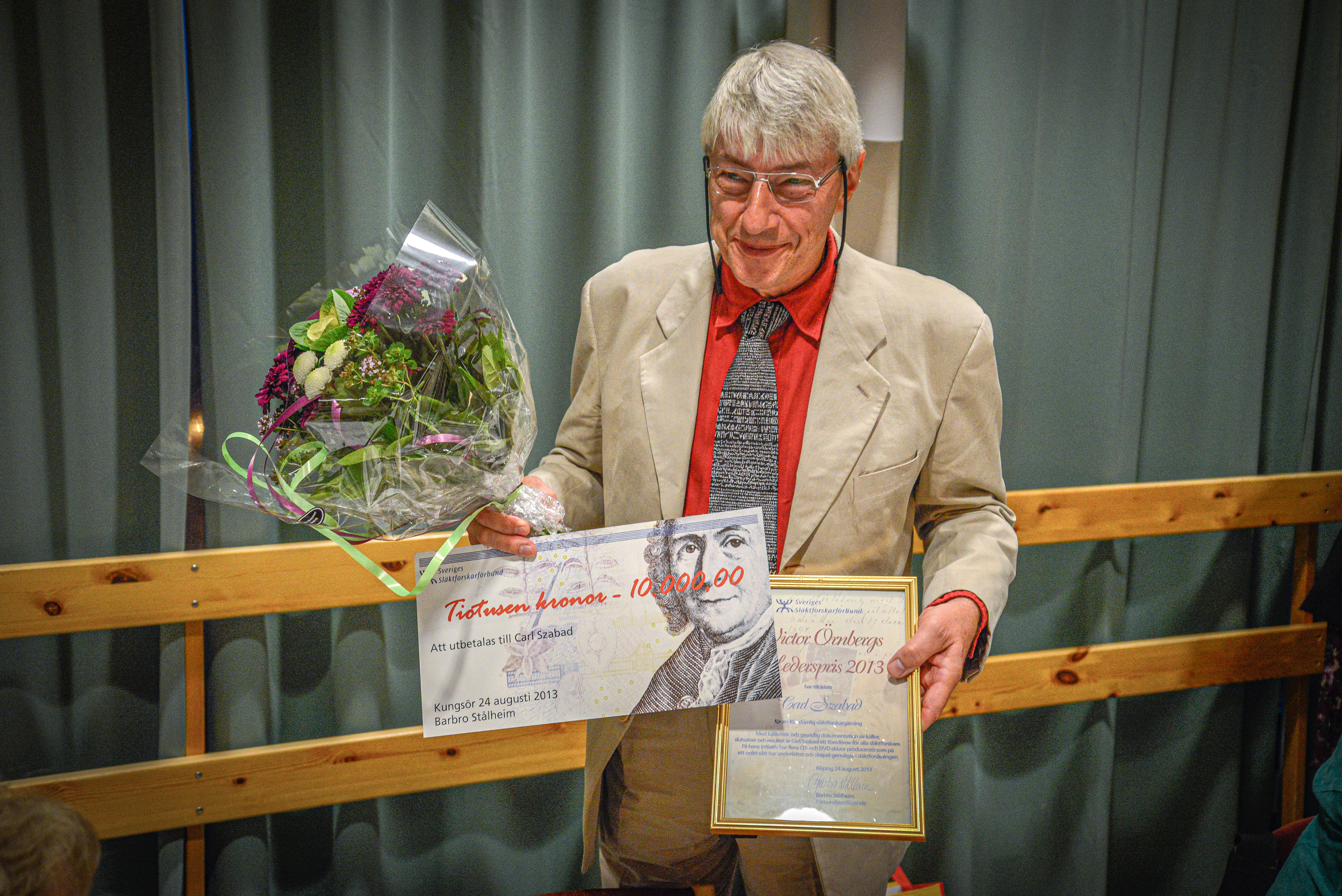
Carl Szabad tar emot Victor Örnbergs hederspris under Släktforskardagarna i Köping. 25 augusti 2013.

Carl Szilárd Szabad, född 7 maj 1947 i Brännkyrka församling i Stockholm, död 29 oktober 2015 i Enskede-Årsta församling i Stockholm, var svensk expert på digitalisering av olika typer av källor och veteran inom den svenska släktforskarrörelsen. 
Han var son till Szilárd Szabad och Jenny, född Aronsson, och var bosatt i Enskede. Szabad är upphovsman till ett större antal cd- och dvd-skivor med bland annat omfattande folkbokföringsmaterial som har revolutionerat möjligheterna till person- och släkthistorisk forskning för 1900-talet.

## Personligt
Szabad var på fädernet av transsylvansk-fransk släkt, och på mödernet av rent ångermanländskt ursprung.  Han arbetade som elektroingenjör fram till 1993, då han anställdes på Sveriges Släktforskarförbunds kansli, först som administratör, sedan som kanslichef och slutligen från 2003 som projektledare åt förbundet på heltid. Från 2008 till sin död arbetade han som digitaliseringsexpert på konsultbasis med så kallad 'datatvätt', det vill säga kvalitetssäkring av databaser, som specialitet. Szabad är gravsatt i minneslunden på Skogskyrkogården i Stockholm.

## Digitaliseringsprojekt
1995 tog Szabad personligen initiativ till och genomförde i nära samarbete med Johan Gidlöf på Stockholms stadsarkiv den första versionen av cd-skivan Sveriges dödbok. Skivan utgavs 1997 och innehöll persondata om alla avlidna 1968–1996. Uppgifterna hade mödosamt förts över från gamla databand med Statens personadressregister (SPAR) och Statistiska Centralbyråns Registret över totalbefolkningen (RTB). Undantar man telefonkatalogen, som tidigare hade getts ut på cd, var Sveriges dödbok den första rikstäckande och sökbara databasen baserad på digitalt arkivmaterial i Sverige. Den var samtidigt den första publiceringen av öppna data för allmänheten, långt innan Europeiska unionens Public Sector Information och den svenska Lagen om offentligt utnyttjande av information (LOI).
Tillsammans med Gidlöf medverkade Szabad till samtliga efterföljande versioner av Sveriges dödbok, var och en med ett utökat tidsspann. I samband med Släktforskardagarna i Karlstad i augusti 2014 släpptes ytterligare en ny version på dvd vilken omfattar samtliga avlidna perioden 1901–2013, medan de mer nutida uppgifterna är hämtade från digitala källor är de äldre manuellt excerperade av volontärer i Sveriges Släktforskarförbunds mångåriga projekt Namn åt de döda.
Szabad tog dessutom antingen initiativ till eller medverkade till skapandet av en rad andra stora databaser för Sveriges Släktforskarförbund och Riksarkivet SVAR, bland dem Begravda i Sverige (med uppgifter om drygt 6,4 miljoner begravda på 3000 kyrkogårdar sammanställda från kyrkogårdsförvaltningarnas gravregister), skivorna i serien Sveriges befolkning (hela den mantalsskrivna befolkningen 1880, 1890, 1900, 1910, 1970, 1980 och 1990) och Svenska ortnamn (som innehåller Lantmäteriets databas med de 403000 ortnamn som finns på Generalstabens topografiska karta). Särskilt Sveriges dödbok och Begravda i Sverige har visat sig vara värdefulla hjälpmedel även inom andra forskningsområden som nationalekonomi. I praktiken räddade Szabad och Gidlöf genom sina digitaliseringsprojekt digitala källor som antagligen annars skulle ha gått förlorade för eftervärlden som oläsbara. Intäkterna från skivorna har dessutom länge utgjort en betydande del av den ekonomiska basen för Sveriges Släktforskarförbunds verksamhet. 
Szabad arbetade till sin död som digitaliseringsexpert och redaktör vid Riksarkivet (Sverige), liksom vid Max Planck-institutet för demografisk forskning i SweCens-projektet och i det internationella demografiska projektet North Atlantic Population Project (NAPP).

## Redaktörskap
Carl Szabad var i sitt arbete för Sveriges Släktforskarförbund engagerad i utgivningen av flera stora bokverk, bland annat som redaktör för den utökade faksimilupplagan av Leonard Bygdéns Hernösands stifts herdaminne. I denna utgåva ingår ett supplement med Szabads omfattande kompletteringar av herdaminnets uppgifter om ångermanländska präster, huvudsakligen hämtade från Vasatidens fogderäkenskaper med verifikationer.  Han var dessutom redaktör för såväl faksimilutgåvan av Gustaf Elgenstiernas niobandsverk Den introducerade svenska adelns ättartavlor (1998)  som det omfattande supplementet med kompletteringar och rättelser i två digra band till samma verk (2008).

## Privata engagemang
Carl Szabad var under många år aktiv även privat i släktforskarrörelsen, bland annat som styrelseledamot i StorStockholms Genealogiska Förening (SSGF). Som sådan tog han initiativ till och medverkade till skapandet av databasen Barnhus-Sök. Databasen innehåller uppgifter om över 7000 barnhusbarn hämtade ur rullorna för Allmänna barnhuset och är tillgänglig på nättidningen RÖTTER. Han har bidragit med uppgifter ur Vasatidens fogderäkenskaper för Uppsala stifts herdaminne för Uppland. Szabad ingick dessutom i den projektgrupp som ligger bakom dvd-skivan med Urban Sikeborgs sökbara transkription och analys av Johan Bures släktbok, utgiven av Genealogiska Föreningen 2014. Opublicerade förblev hans sockengenealogi för Resele socken i Ångermanland, en kartläggning av befolkningen där från 1500-talet och framåt, samt hans utkast till ett diplomatarium, vilket omfattade samtliga medeltida handlingar för Ångermanland, Västerbotten och Norrbotten.
De sista åren medverkade han för övrigt som expert i släktforskarmagasinet Släkthistoriskt Forum.

## Utmärkelser
Sveriges Släktforskarförbund tilldelade 2013 Carl Szabad Victor Örnbergs hederspris. Motiveringen inleds: ”Få enskilda har betytt så mycket för svensk släktforskning som Carl Szabad. Han har genom åren bidragit på många sätt till att släktforskare i Sverige och utomlands fått ta del av nya källor. Det vi främst tänker på är hur han bidragit till att revolutionera svensk släktforskning och dess förutsättningar genom att ta initiativ till olika cd- och dvd-produktioner med Sveriges dödbok som flaggskepp.”